# Athene cretensis
Athene cretensis — вымершая хищная птица рода сычей семейства совиных из плейстоцена острова Крит в восточном Средиземноморье. При жизни она была бы не менее 60 см в высоту, значительно крупнее, чем современный 22-х сантиметровый домовый сыч (Athene noctua) и, по-видимому, была адаптирована к наземному образу жизни, с относительно короткими крыльями и длинными ногами (хотя они были пропорционально короче, чем у кроличьего сыча). Ее основной добычей, вероятно, был эндемичный вид крупных мышей Mus minotaurus, о чем свидетельствуют многочисленные погадки сов, содержащие кости этих мышей, найденные в пещерах, где были найдены кости A. cretensis.